# Одай (Україна)
Ода́й — село в Україні, у Жашківській міській громаді Уманського району Черкаської області. Розташоване за 28 км на південний схід від міста Жашків. Населення становить 154 особи (станом на 2001 рік).

## Історія
Село утворилось в 1923—1924 роках, як хутір. Початкова назва села була Одая (молд. Odaia — хутір), пізніше село було перейменовано на Одай.
Село постраждало внаслідок геноциду українського народу, проведеного окупаційним урядом СРСР 1932—1933 та 1946–1947 роках.

## Археологічні пам'ятки
Скіфські кургани скіфо-сарматської доби VII ст. до н. е. — III ст. н. е.: № 1, — 1,5 км на схід від села, № 2 — 1 км на північ від села.

## Галерея

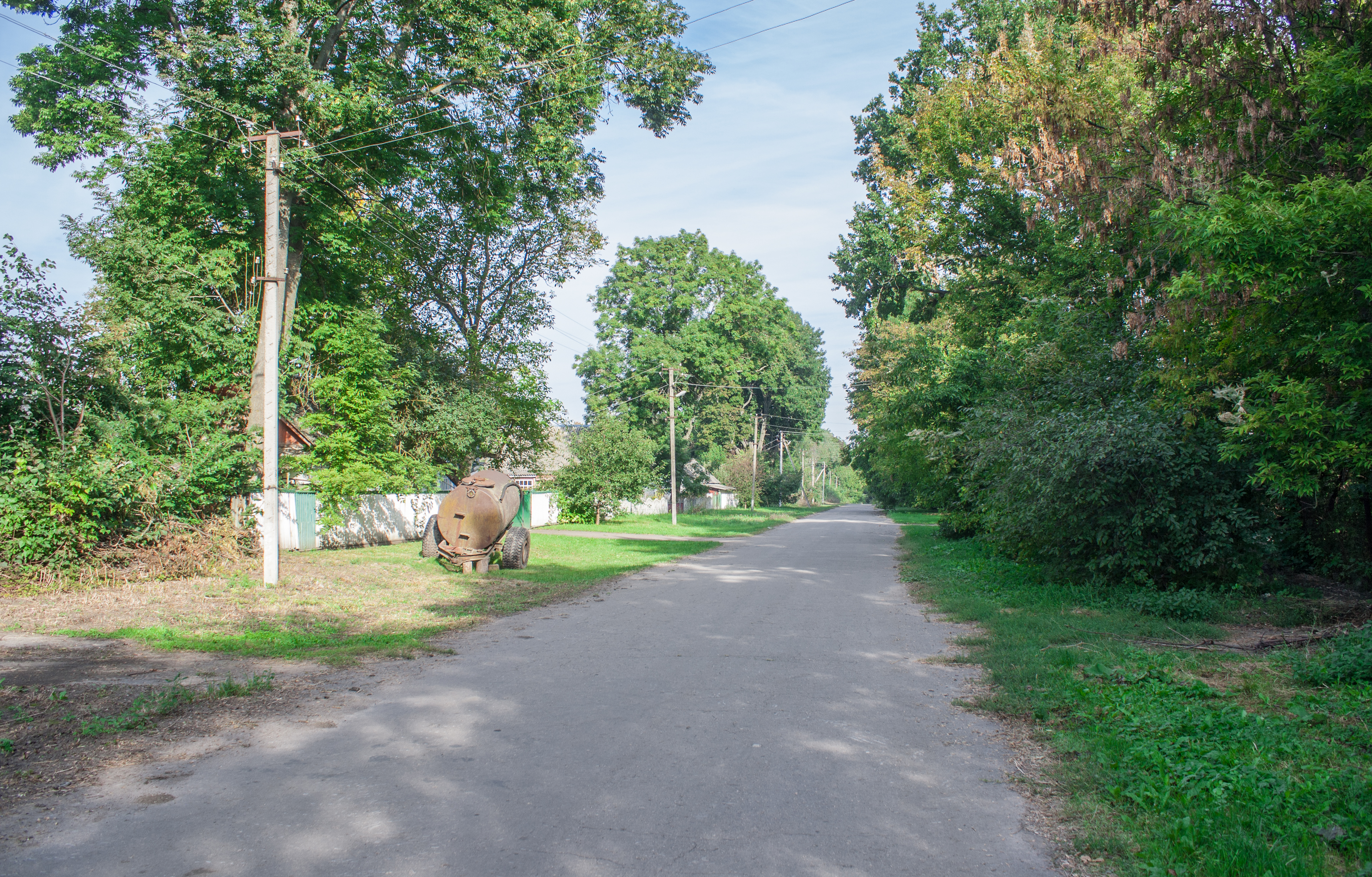
Головна вулиця
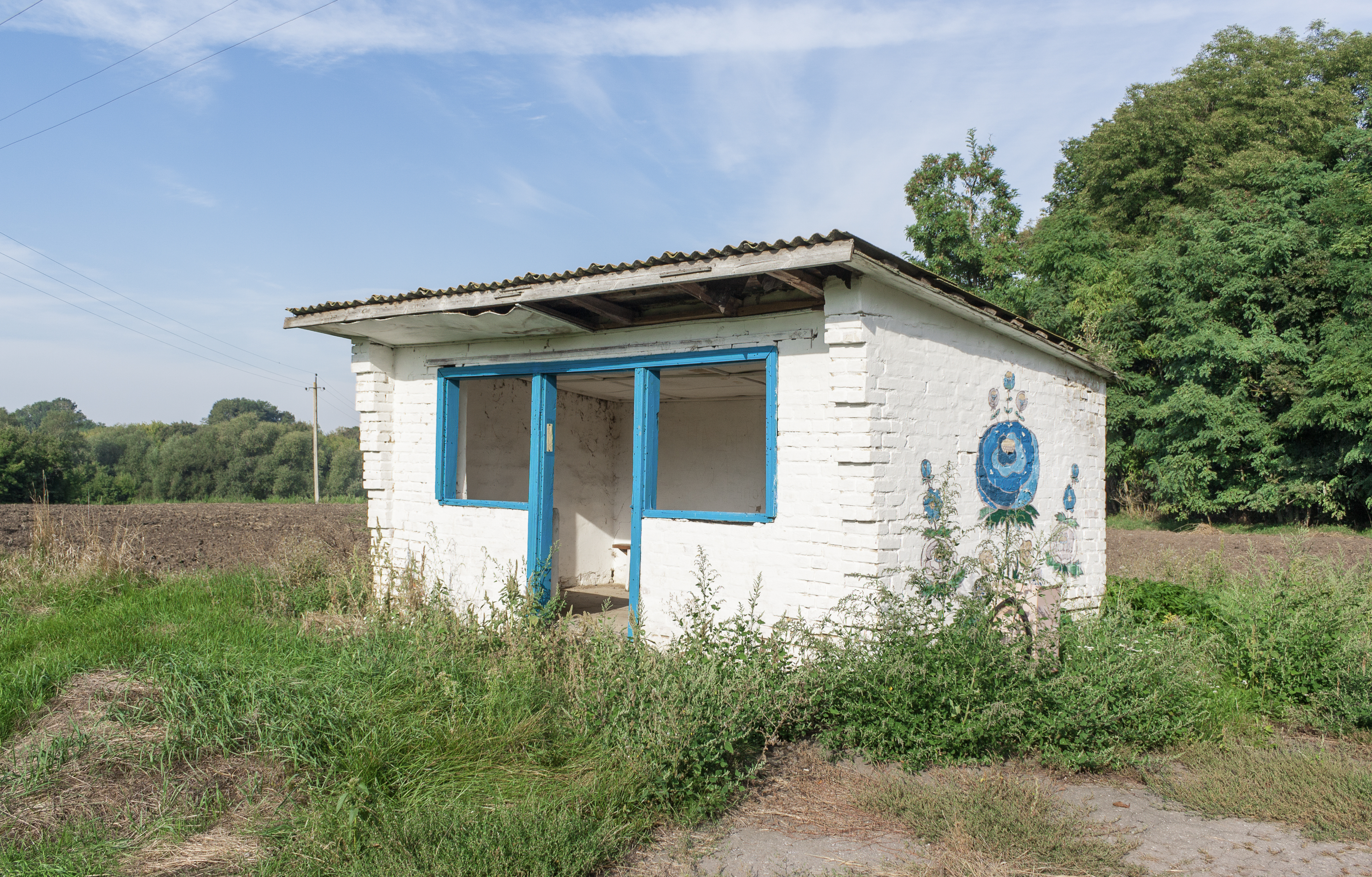
Автобусна зупинка
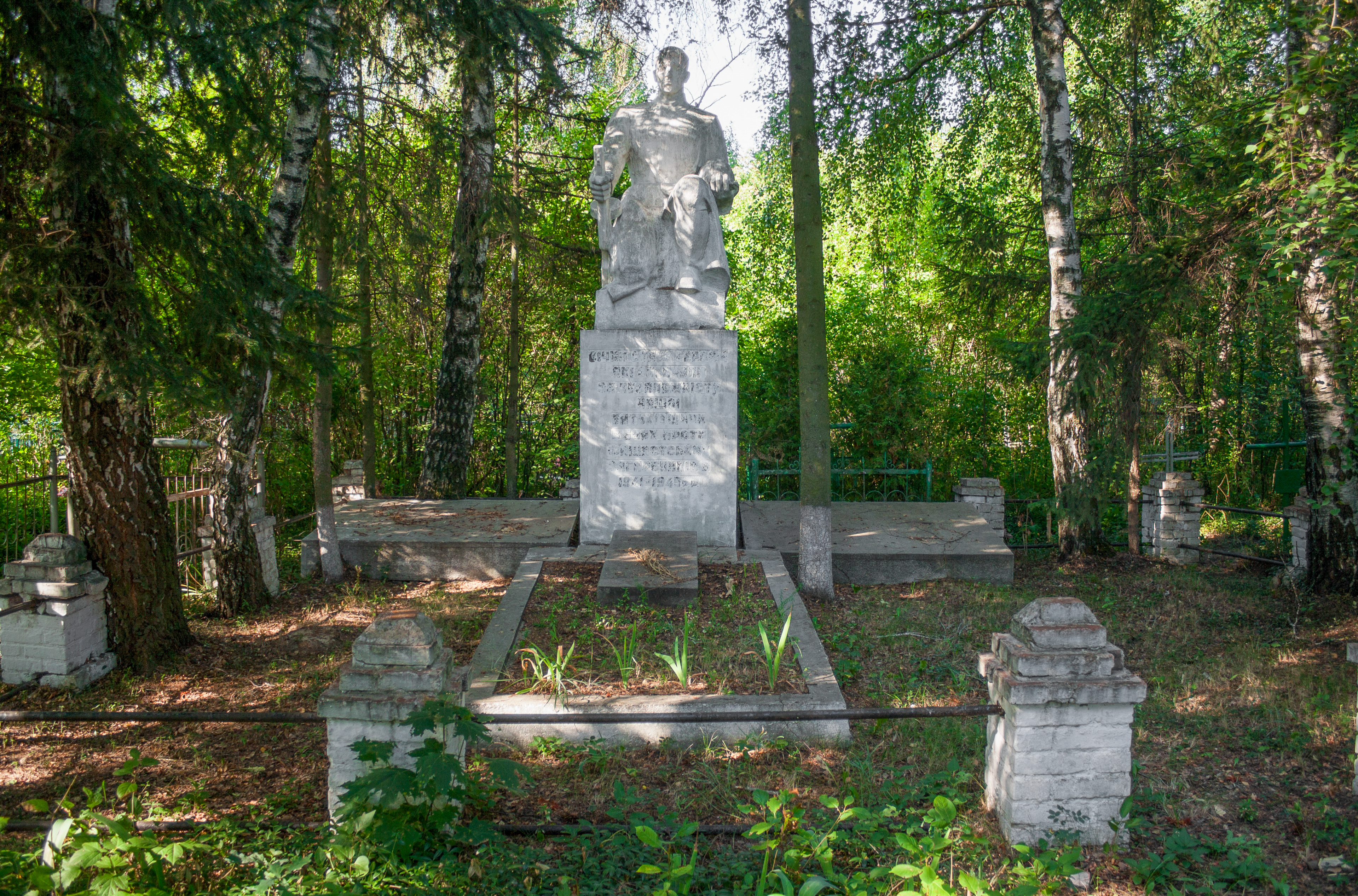
Братська могила радянських воїнів